# Готгельф, Феликс
Феликс Готгельф (нем. Félix Gotthelf; 3 октября 1857, Мёнхенгладбах — 21 апреля 1930, Дрезден) — немецкий композитор.
Начал учиться музыке в своём родном городе у музикдиректора Юлиуса Ланге (1829—1898). Затем получил медицинское образование, защитил диссертацию по материалам лечения расщепления нёба в гейдельбергской университетской клинике (нем. Die Hasenscharten der Heidelberger Klinik, 1877—1883. Mit besonderer Berücksichtigung der Mortalitätsstatistik und einem Beitrag zur Odontologie; 1885). Вернувшись к занятиям музыкой, изучал в Кёльне контрапункт у Густава Йенсена и фортепиано у Джеймса Кваста, в Берлине учился теории музыки у Отто Тирша, наконец в 1891—1894 гг. посвятил себя занятиям композицией в Дрездене у Феликса Дрезеке (брал также уроки вокала у Карла Шайдемантеля).
Недолгое время работал корепетитором в Кёльне и Кольберге, в 1893—1894 гг. жил в Бонне, затем в Мюнхене, в 1898 г. обосновался в Вене. Помимо занятий композицией писал о музыке и философии, особенно интересуясь наследием Артура Шопенгауэра и связями европейской и индийской философии. Представляет интерес статья Готгельфа «Шопенгауэр и Рихард Вагнер» (1915), хотя современные специалисты и не согласны со стремлением Готгельфа сгладить эстетические противоречия между ними. Увлечение Готгельфа Индией вызвало к жизни серию статей, в том числе «Индийское возрождение» (нем. Indische Renaissance; 1911), «Об индийской и немецкой философии» (нем. Über indische und deutsche Philosophie; 1914), «Индийский дух в немецком искусстве» (нем. Indischer Geist in der deutschen Kunst; 1917).
В музыкальном творчестве Готгельфа его индийские увлечения привели к появлению оперы («мистерии») «Махадева» (1908). Кроме того, Готгельфу принадлежат симфоническая поэма «Праздник весны» (нем. Ein Frühlingsfest; 1894), посвящённая его учителю Дрезеке, струнный квартет (1891), фортепианные и вокальные сочинения.